# Alțina, Sibiu
Alțina, (în dialectul săsesc Alzen, Âltsen, în germană Alzen, în maghiară Alcina), este satul de reședință al comunei cu același nume din județul Sibiu, Transilvania, România. Se află în partea centrală a județului,  în Podișul Hârtibaciului.

## Istoric
Prima mențiune a localității este din 1291 când a fost menționată sub numele de "Olchona", an în care știm că doi dintre membrii puternicei familii de greavi din localitate, Gerlach și Stefan, cumpără o proprietate. Vreme de câteva secole, Alțâna a fost dominată de această familie. A fost una din cele mai mari comunități săsești din scaunul Nocrich.

## Imagini

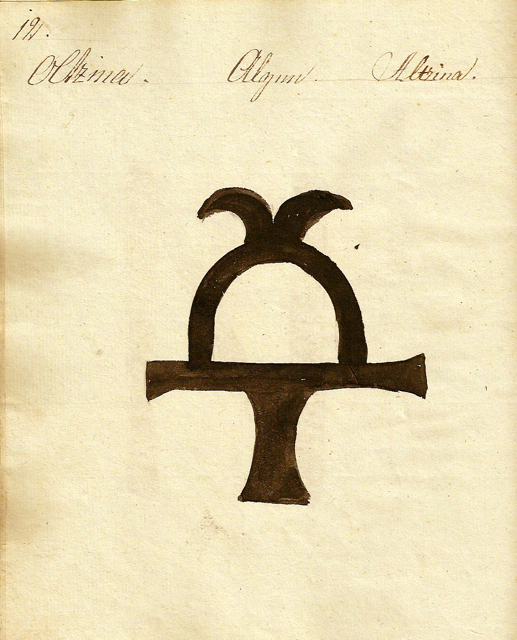
1826 - Danga pentru vitele din Alţâna
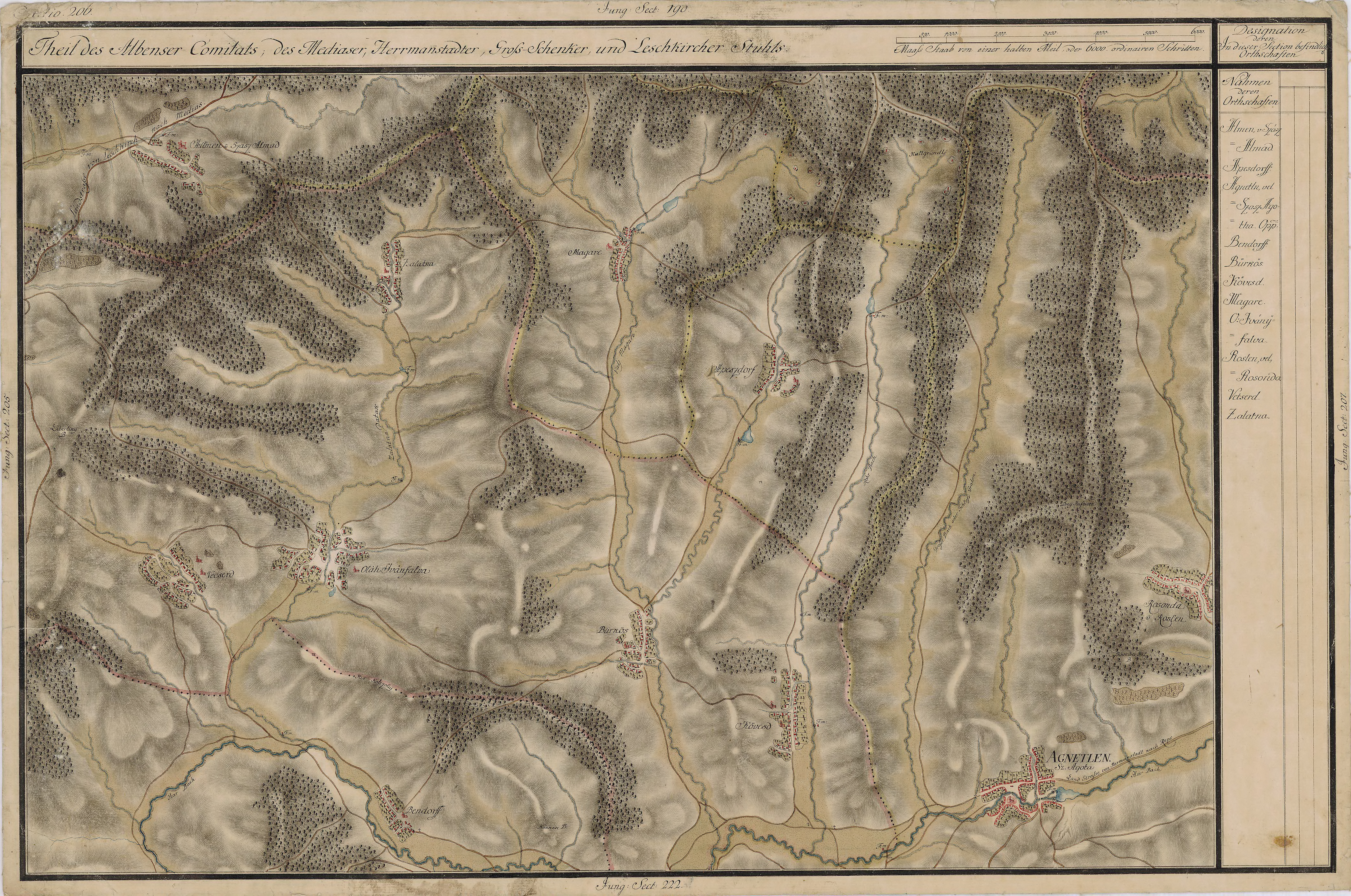
Alțâna în Harta Iosefină a Transilvaniei, 1769-1773
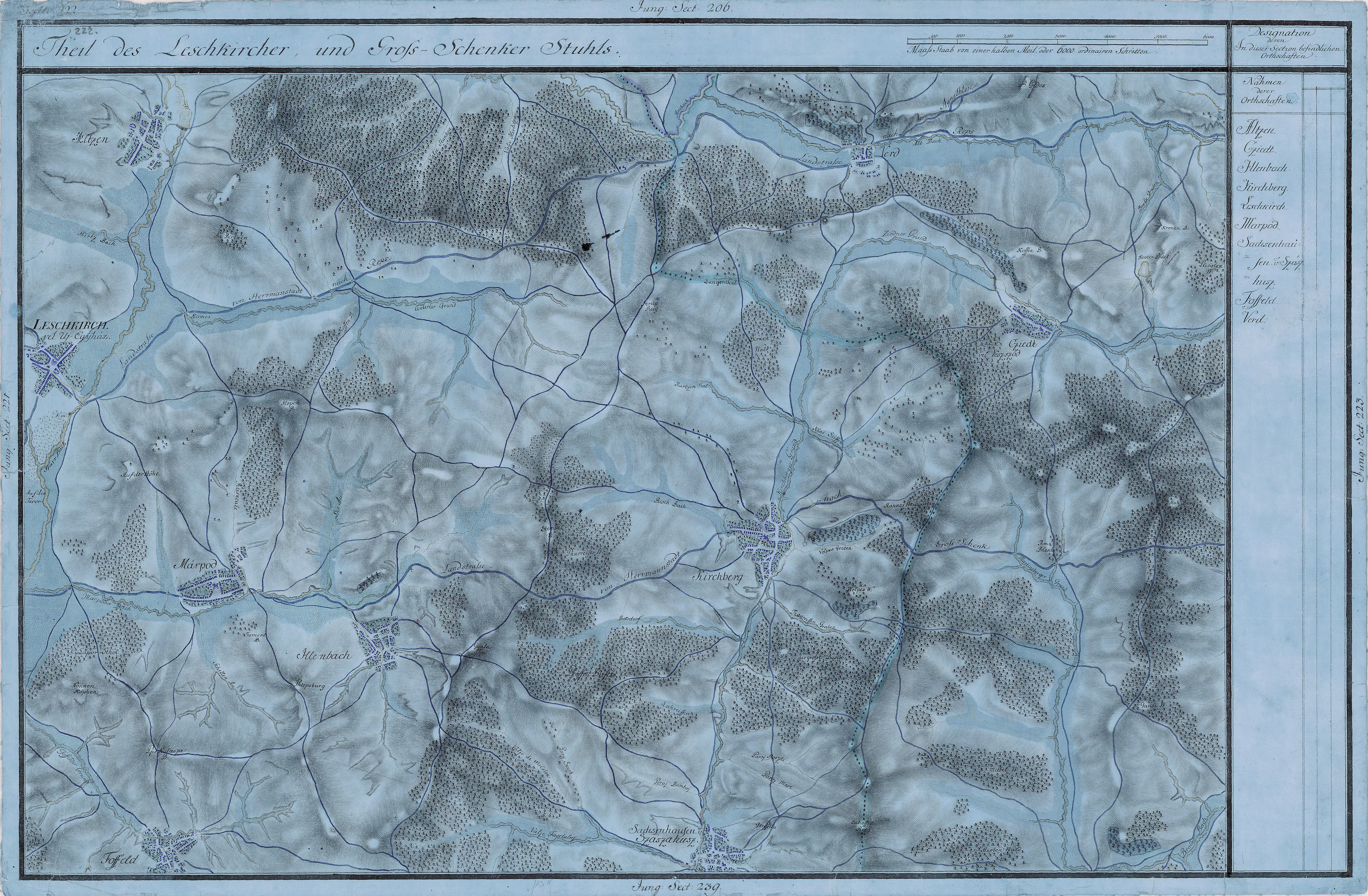
Alțâna în Harta Iosefină a Transilvaniei, 1769-1773
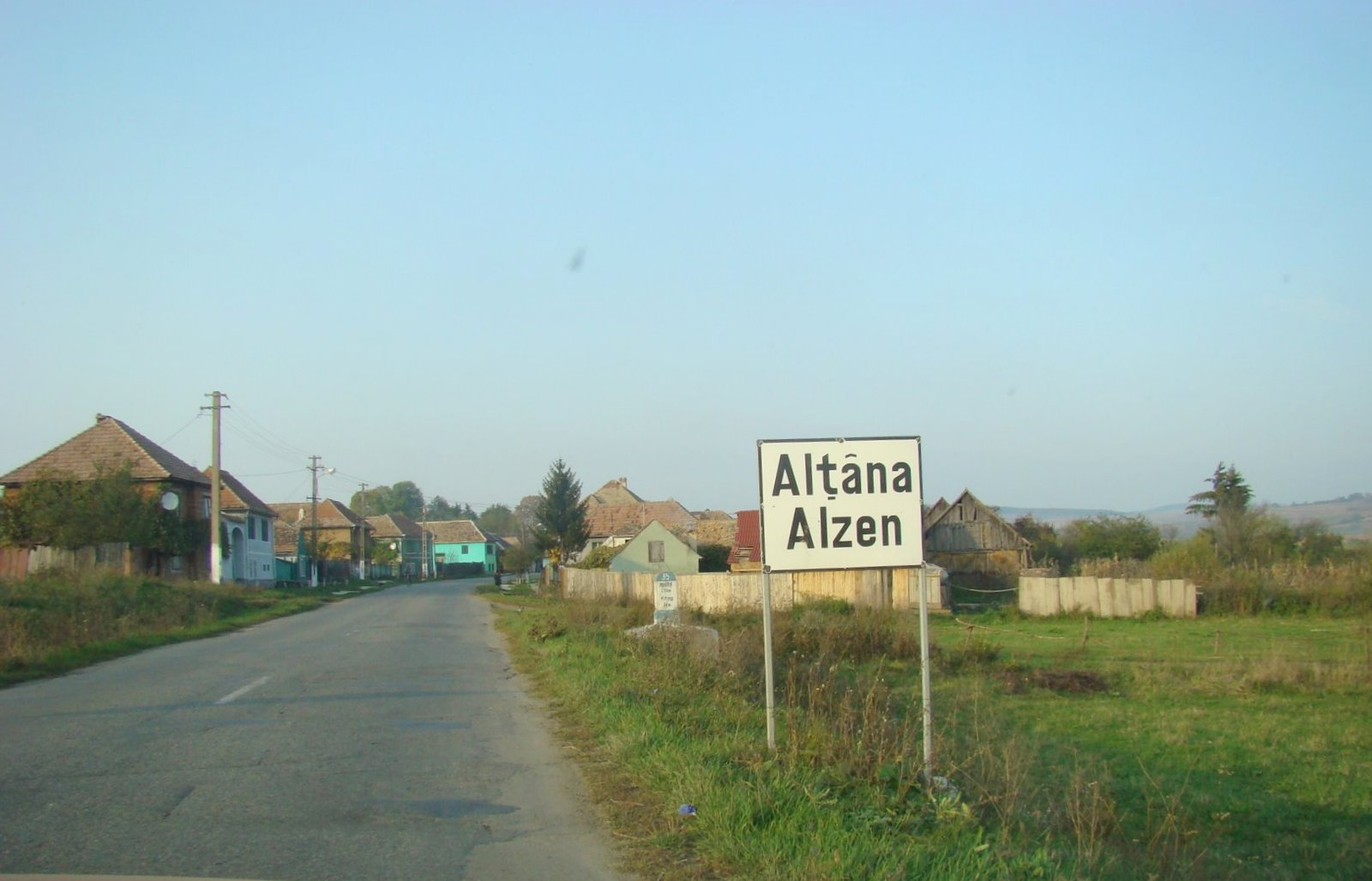
Intrarea în localitate

## Demografie
La recensământul din 1930 au fost înregistrați 2.276 de locuitori, dintre care 1.339 români, 886 germani, 37 țigani, 10 evrei ș.a. În anul 2002 populația comunei era de 1.616 locuitori, dintre care 1.409 români, 135 țigani, 69 germani ș.a.

## Biserica evanghelică
- Vezi și Biserica fortificată din Alțâna

Se pare că în secolul al XIII-lea fusese construită o bazilică romanică fără turn, dar în 1549, vistieria celor Șapte scaune a cheltuit 6 galbeni pentru 6 butoaie de var destinate lucrărilor întreprinse la biserica evanghelica din Alțâna, ceea ce ar însemna că bazilica a fost transformată în biserica-hală de astăzi în cursul anului următor. Cristelnița este din anul 1404 și poartă inscripția anno domini millessimo CCCCIIII tempore regis Sigismundi.

## Fortificația
Fortificația are două curtine  care încercuiesc biserica. Nu se știe când a fost construită, dar forma circulară a zidurilor indică secolul al XV-lea. Mai existau și alte turnuri spre vest, sud și nord, acesta din urmă prăbușindu-se în 1914. 

## Monumente
- Școala este atestată documentar din anul 1488.

## Personalități
- Iacobus Paleologus (sec. XVII), urmaș al dinastiei împăraților bizantini cu același nume, se refugiază în 1574 în Alțâna unde scrie opera „Disputatio scholastica“.
- Johann Michaelis (1813-1877), pedagog și preot evanghelic.
- Adolf Gottschling (1841-1918), profesor, unul din pionierii meteorologiei.
- Heinrich Schuster (1857-1931), scriitor de limbă germană.